# Bragantina
Bragantina is een van de 22 microregio's van de Braziliaanse deelstaat Pará. Zij ligt in de mesoregio Nordeste Paraense en grenst aan de microregio's Castanhal, Guamá en Salgado. De microregio heeft een oppervlakte van ca. 8.710 km². In 2006 werd het inwoneraantal geschat op 364.759.
Dertien gemeenten behoren tot deze microregio:
- Augusto Corrêa
- Bonito
- Bragança
- Capanema
- Igarapé-Açu
- Nova Timboteua
- Peixe-Boi
- Primavera
- Quatipuru
- Santa Maria do Pará
- Santarém Novo
- São Francisco do Pará
- Tracuateua

Mesoregio's: Baixo Amazonas · Marajó · Metropolitana de Belém · Nordeste Paraense · Sudeste Paraense · Sudoeste Paraense

Microregio's: Almerim · Altamira · Arari · Belém · Bragantina · Cametá · Castanhal · Conceição do Araguaia · Furos de Breves · Guamá · Itaituba · Marabá · Óbidos · Paragominas · Parauapebas · Portel · Redenção · Salgado · Santarém · São Félix do Xingu · Tomé-Açu · Tucuruí